# یاتاگاررائوس ۹۱۰۶
سیارک ۹۱۰۶ (به انگلیسی: 9106 Yatagarasu، نامگذاری:1997AY1) نه هزار و صد و ششمین سیارک کشف شده‌است که در ۳ ژانویه ۱۹۹۷ کشف شد.
قدر مطلق سیارک برابر ۲۸.۲ است.